# Ferro-ferri-nybøite
La ferro-ferri-nybøite (simbolo IMA: Ffnyb) è un raro minerale del supergruppo dell'anfibolo, all'interno del quale viene collocato nel "gruppo degli anfiboli con W(OH,F,Cl)-dominante" e da lì al sottogruppo degli anfiboli di sodio dove occupa un posto nel "gruppo contenente la radice nybøite nel nome"; essendo un anfibolo, appartiene agli inosilicati e pertanto alla famiglia minerale dei "silicati", e possiede composizione chimica NaNa2(Fe2+3Fe3+2)(Si7Al)O22(OH)2.
La ferro-ferri-nybøite è definita con:
- catione sodio dominante in posizione A
- catione ferro ferroso Fe2+ dominante in posizione C2+
- catione ferro ferrico Fe3+ dominante in posizione C3+
- anione idrossile OH- dominante in posizione W.

## Etimologia e storia
La ferro-ferri-nybøite è l'analogo della nybøite con il ferro ferroso (Fe2+) in sostituzione del magnesio (Mg) e con il ferro ferrico (Fe3+) in sostituzione dell'alluminio (Al).
È stata scoperta in campioni raccolti nella cava di Poudrette presso Mont-Saint-Hilaire (nel Québec, in Canada).
Inizialmente le era stato dato il nome di ferric-ferronyboite secondo le consuetudini sulla nomenclatura del tempo, ma il nome è stato cambiato in quello attuale in seguito alla ridefinizione del supergruppo degli anfiboli del 2012.

## Classificazione
La ferro-ferri-nybøite è stata approvata dall'Associazione Mineralogica Internazionale (IMA) nel 2013, pertanto non è elencata nella classica nona edizione della sistematica dei minerali di Strunz, aggiornata dall'Associazione Mineralogica Internazionale (IMA) fino al 2009.
Il minerale è presente nell'edizione successiva, proseguita dal database "mindat.org" e chiamata Classificazione Strunz-mindat, nella quale la ferro-ferri-nybøite è elencata nella classe "9. Silicati (germanati)" e da lì nella sottoclasse "9.D Inosilicati"; questa viene suddivisa più finemente in base alla struttura cristallina del minerale, in modo tale che la ferro-ferri-nybøite possa essere trovata nella sezione "9.DE Inosilicati con catene doppie di periodo 2, Si4O11; clinoanfiboli" dove forma il sistema nº 9.DE.25.
Nella Sistematica dei lapis (Lapis-Systematik) di Stefan Weiß la ferro-ferri-nybøite si trova nella classe dei "silicati" e nella sottoclasse degli "inosilicati"; qui il minerale si trova nella sezione di quelli che hanno struttura "[Si4O11] a due bande 6-; gruppo degli anfiboli; anfiboli alcalini" dove forma il sistema nº VIII/F.08.
Anche la classificazione dei minerali secondo Dana, usata principalmente nel mondo anglosassone, elenca la ferro-ferri-nybøite nella famiglia dei silicati; qui è nella classe degli "inosilicati: catene doppie non ramificate, W=2" e nella sottoclasse degli "inosilicati: catene doppie non ramificate, configurazione anfibolo W=2" dove forma il "gruppo 4, anfiboli di sodio" con il numero di sistema 66.01.03c.

## Abito cristallino
La ferro-ferri-nybøite cristallizza nel sistema monoclino nel gruppo spaziale C2/m (gruppo n 12) con i parametri reticolari a = 9,9190(5) Å, b = 18,0885(8) Å, c = 5,3440(3) Å e β = 103,813(1)°, oltre ad avere 2 unità di formula per cella unitaria.

## Origine e giacitura
La ferro-ferri-nybøite è stata scoperta in una microbreccia di origine magmatica associata a un minerale del gruppo dell'eudialite, a un minerale del gruppo dell'astrofillite, ad albite e a nefelina.
La ferro-ferri-nybøite è molto rara ed è stata trovata in pochissimi siti: la sua località tipo, la cava di "Poudrette" (45.56278°N 73.14167°W) presso Mont-Saint-Hilaire (nel Québec, in Canada) e il deposito di zinco-niobio di "Abdong" nella contea di Pyeongchang (Corea del Nord).

## Forma in cui si presenta in natura
La ferro-ferri-nybøite è stata trovata sotto forma di aggregati poliedrici con granuli lunghi fino a 3 cm; i cristalli sono prismatici con prismi terminati da fratture irregolari. Il minerale è traslucido con lucentezza vitrea; il colore è nero, mentre quello del suo striscio va dal verde grigiastro al nero.

## Minerali correlati
Un minerale correlato alla ferro-ferri-nybøite è la ferri-fluoro-nybøite, non ancora approvato dall'IMA; possiede composizione chimica NaNa2(Mg3Fe3+2)(AlSi7O22)F2, ossia ha il magnesio dominante in posizione C2+ al posto del ferro ferroso e come anione dominante in posizione W possiede il fluoro, anziché l'idrossile OH.
Nonostante sia in attesa di approvazione, la ferri-fluoro-nybøite fa comunque parte della famiglia degli anfiboli e occupa anch'essa un posto all'interno del "gruppo contenente la radice nybøite nel nome".
Un altro minerale simile alla ferro-ferri-nybøite è la ferri-nybøite; la sua composizione chimica è NaNa2(Mg3Fe3+2)(AlSi7O22)(OH)2, ossia in posizione C2+ è dominante il magnesio, anziché il ferro ferroso. Il minerale, pur appartenendo al supergruppo degli anfiboli e al "gruppo contenente la radice nybøite nel nome" non è riconosciuto dall'Associazione Mineralogica Internazionale come specie minerale indipendente.